# Puy (société)
Pour l’article ayant un titre homophone, voir PUI.
Le puy (ou pui) est une société littéraire pieuse dans les provinces romanes des Pays-Bas, en Picardie et en Normandie aux XIIIe et XIVe siècles.
Il est l'ancêtre de la chambre de rhétorique et du Meistersinger allemand. La plupart des puys étaient dédiés à la Vierge Marie. Celui de Dieppe par exemple l'était pour son Assomption et celui de Rouen pour la Fête de l'Immaculée Conception. Au début plus religieux que littéraires, ces cercles devinrent petit à petit plus littéraires que religieux.
Il s'agit de sociétés littéraire ou musicale organisant des concours de poésie, regroupant des trouvères et des ménestrels, des troubadours.

## Liste des puys connus

### Artois
- Le Puy d'Arras, Arras

### Flandre romane
- Le Puy Notre-Dame de Lille, Lille
- Le Puy d'escole de rhetorique de Tournay, Tournai
- Le Puy Royal de Saint-Jacques, Tournai
- Le Puy de l'Assomption, Douai

### Normandie
- Le Puy de la Conception, Caen
- La Confrérie de la Conception de Notre Dame, Rouen
- Le Puy de musique d’Évreux

### Picardie
- La Confrérie du Puy Notre-Dame d'Amiens
- La Confrérie Notre-Dame du Puy de la Conception d'Abbeville.